# Stenosi ipertrofica del piloro
La stenosi ipertrofica del piloro è una malattia gastrointestinale caratterizzata da un restringimento del piloro conseguente a un aumento di volume del tessuto muscolare che lo compone per ipertrofia delle cellule che lo costituiscono.

## Epidemiologia
La malattia è più comune nel sesso maschile, in particolar modo nei maschi primigeniti, che risultano colpiti quattro volte più spesso degli altri. La malattia è spesso presente nei soggetti con antenati ebrei e risulta più comune nei caucasici (2,4 casi ogni 1000 nati) rispetto a ispanici (1,8 casi), neri (0,7 casi) e asiatici (0,6 casi). È più raro nei neonati di razza mista, mentre è più comune nei neonati bianchi con gruppo sanguigno 0 o B. Si presenta soprattutto tra la quarta e la sesta settimana di vita, mentre non si presenta mai, invece, dopo i tre mesi dalla nascita.

## Eziologia
Le cause precise della malattia non sono note, ma si ipotizza una genesi multifattoriale con una componente genetica. Uno studio clinico del 2012 ha ipotizzato che l'allattamento artificiale possa essere correlato a una maggiore incidenza della malattia. La somministrazione di eritromicina al neonato, soprattutto nelle prime due settimane di vita, è correlata a un maggior rischio di sviluppo della malattia.

## Clinica
Risultando ridotto il lume del canale che connette lo stomaco al duodeno, si osserva un'ostruzione allo svuotamento gastrico con conseguenti disidratazione, vomito continuo senza presenza di bile, alcalosi e ipocloremia. Il neonato va incontro a vomito a getto dopo ogni pasto, risultando quindi affamato e dimostrando un rapido calo ponderale.

## Trattamento
La terapia è solitamente chirurgica e consiste nella resezione della muscolatura ipertrofica del piloro.